# ناوشکن کلاس پرتر
ناوشکن کلاس پرتر (به انگلیسی: Porter-class destroyer) یک کلاس از کشتی است که طول آن ۳۸۱ فوت (۱۱۶ متر) می‌باشد.